# Dragan Mićanović
Dragan Mićanović (Loznica, 30. rujna 1970.) srpski je glumac. 
Rođen je u Loznici 30. rujna 1970. godine. Glumu je upisao u klasi profesora Vladimira Jevtovića 1988. godine.
Ostvario je uloge u velikom broju kazališnih predstava, televizijskih serija i filmova. Dobio je velik broj kazališnih nagrada kao što su: nagrada za dramsko stvaralaštvo (Grad teatar Budva 2004.); nagrada „Raša Plaović” za najbolje ostvarenu ulogu na beogradskim scenama za ulogu Porcija u „Mletačkom trgovcu” (Narodno pozorište, Beograd 2004.), statua „Milivoje Živanović” za tri uloge u predstavi „Iz junačkog života građanstva” (na Glumačkim svečanostima „Milivoje Živanović”, Požarevac 2010.) i dr.
Glumio je ulogu oca Dražena Petrovića u hrvatskom filmu Dražen (2024.) i ulogu Tome Buzova u hrvatskom nagrađenom kratkom filmu „Čovjek koji nije mogao šutjeti”. Bio je nominiran za Zlatni studio 2021. u kategoriji „najbolji filmski glumac godine” za ulogu u hrvatskom filmu „Tereza 37”.
Glumio je u velikom broju srpskih filmova i tv-serija poput uloge Zorana Đinđića u televizijskoj seriji „Sablja” i sv. Save u seriji „Nemanjići – rađanje kraljevine”. Jedno vrijeme živio je u Londonu i glumio u britanskim i američkim filmovima i tv-serijama kao što su: „Posljednji posao” (2004.), „Bijela grofica” (2005.) i „RocknRolla” (2008). Prvu inozemnu ulogu Mićanović je odigrao u Hamletu u Globe Theatreu.
Mićanović je bio u braku sa srpskom glumicom Anom Sofrenović s kojom ima dvije kćeri, Ivu i Lenu. Razveli su se u studenom 2011.